# Söderklobben, Ingå
Söderklobben är en ö i Finland. Den ligger i Finska viken och i kommunen Ingå i den ekonomiska regionen  Raseborg i landskapet Nyland, i den södra delen av landet. Ön ligger omkring 47 kilometer väster om Helsingfors.
Öns area är 0,5 hektar och dess största längd är 70 meter i nord-sydlig riktning.